# Zeilen op de Olympische Zomerspelen 1924

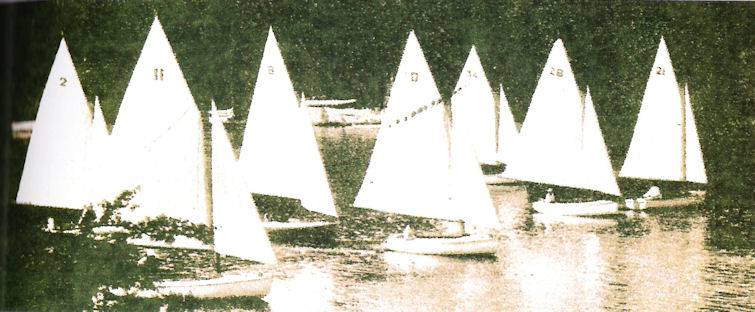
12 voets jollen tijdens de Olympische Zomerspelen 1924

Zeilen is een van de sporten die beoefend werden tijdens de Olympische Zomerspelen 1924 in Parijs. De zeilwedstrijden werden gehouden voor de kust van Le Havre (6m en 8m klasse) en op de Seine tussen Meulan en Les Mureaux (12 voets jollen).
Er werd in drie klassen om de medailles gestreden, door 64 mannen en één vrouw.
Er was een gouden medaille voor België in de persoon van Léon Huybrechts die daarmee de eerste olympiër bij het zeiler werd die drie medailles won; in 1908 en 1920 veroverde hij zilver in de 6m klasse. Nederland behaalde een bronzen medaille in de 6m klasse.

## Uitslagen

### 12 voets jol
| rang   | sporter         | land      |
| ------ | --------------- | --------- |
| Goud   | Léon Huybrechts | België    |
| Zilver | Henrik Robert   | Noorwegen |
| Brons  | Hans Dittmar    | Finland   |

### 6m klasse
| rang   | sporter                                      | land       |
| ------ | -------------------------------------------- | ---------- |
| Goud   | Eugen Lunde/Anders Lundgren/Christopher Dahl | Noorwegen  |
| Zilver | Knut Dehn/Vilhelm Vett/Christian Nielsen     | Denemarken |
| Brons  | Johan Carp/Johannes Guépin/Jan Vreede        | Nederland  |

### 8m klasse
| rang   | sporter                                                                     | land             |
| ------ | --------------------------------------------------------------------------- | ---------------- |
| Goud   | Carl Ringvold/Harald Hagen/Carl Ringvold jr./Rick Bockelie/Ingar Nielsen    | Noorwegen        |
| Zilver | Gordon Fowler/Thomas Riggs/Esmond Roney/Edwin Jacob/Walter Riggs            | Groot-Brittannië |
| Brons  | Pierre Ganthier/André Guerrier/Louis Brguet/Robert Girardet/Georges Mollard | Frankrijk        |

## Medaillespiegel
| rang   | land             | goud | zilver | brons | total |
| ------ | ---------------- | ---- | ------ | ----- | ----- |
| 1      | Noorwegen        | 2    | 1      | 0     | 3     |
| 2      | België           | 1    | 0      | 0     | 1     |
| 3      | Denemarken       | 0    | 1      | 0     | 1     |
| 3      | Groot-Brittannië | 0    | 1      | 0     | 1     |
| 5      | Finland          | 0    | 0      | 1     | 1     |
| 5      | Frankrijk        | 0    | 0      | 1     | 1     |
| 5      | Nederland        | 0    | 0      | 1     | 1     |
| totaal | totaal           | 3    | 3      | 3     | 9     |

Athene 1896 · 
Parijs 1900 · 
St. Louis 1904 · 
Londen 1908 · 
Stockholm 1912 · 
Antwerpen 1920 · 
Parijs 1924 · 
Amsterdam 1928 · 
Los Angeles 1932 · 
Berlijn 1936 · 
Londen 1948 · 
Helsinki 1952 · 
Melbourne 1956 · 
Rome 1960 · 
Tokio 1964 · 
Mexico-stad 1968 · 
München 1972 · 
Montréal 1976 · 
Moskou 1980 · 
Los Angeles 1984 · 
Seoel 1988 · 
Barcelona 1992 · 
Atlanta 1996 · 
Sydney 2000 · 
Athene 2004 · 
Peking 2008 · 
Londen 2012 · 
Rio de Janeiro 2016 · 
Tokio 2020 · 
Parijs 2024 · 
Los Angeles 2028

Medaillewinnaars
Atletiek · Boksen · Gewichtheffen · Kanovaren (demonstratie) · Kunstwedstrijden · Moderne vijfkamp · Paardensport · Polo · Pelota (demonstratie) · Kunstwedstrijden · Roeien · Rugby · Schermen · Schietsport · Schoonspringen · Tennis · Turnen · Voetbal · Waterpolo · Wielersport · Worstelen · Zeilen · Zwemmen